# NGC 5226
NGC 5226 (другое обозначение — PGC 47877) — галактика в созвездии Дева.
Этот объект входит в число перечисленных в оригинальной редакции «Нового общего каталога».